# Cantos Music
Cantos Music est un label indépendant de musiques du monde créé en 2001 par Henri de Bodinat. 

## Les différentes activités
Cantos Music développe trois activités : l’édition, la production et la numérisation. 

## Le catalogue
Cantos Music est spécialisé dans les musiques africaines et indiennes.
Parmi les artistes les plus connus, on peut citer : Ba Cissoko, Thione Seck, Papa Wemba, Franco & le TP OK Jazz, Ravi Shankar, Asha Bhosle, Tabu Ley Rochereau, Koffi Olomidé, Ferré Gola, etc.

## Synchronisation
En 2006, Badoit réalise une publicité d'animation dans laquelle le chien Snoopy est réveillé. La musique est de Mohammed Rafi, le morceau s'intitule Jan Pehechaan Ho.
En 2011, la maison Chanel choisit comme chanson d'ouverture de son défilé Paris-Bombay, Charu's Theme de Satyajit Ray. Ce morceau est tiré du film indien Charulata et se retrouve aussi dans le film The Darjeeling Limited de Wes Anderson.

## Reprises
La chanson Siiw de Thione Seck a été réinterprétée par Tina Arena dans sa chanson Entends-tu Le Monde. Cette chanteuse n'a pas seulement repris l'air de Siiw, elle a aussi gardé quelques mots en wolof dans le refrain.